# تيودور إيبرهارد
تيودور إيبرهارد هو مهندس معماري وسياسي لوكسمبورغي، ولد في 29 أغسطس 1812 في مدينة لوكسمبورغ في لوكسمبورغ، وتوفي بنفس المكان في 12 مايو 1874.

## مناصب
- انتخب نائب ‏.
- انتخب mayor of Luxembourg ‏ (1865 – 1869).
- انتخب Échevin (Luxembourg) [الإنجليزية]‏ عن دائرة مدينة لوكسمبورغ (1859 – 1865).
- انتخب Échevin (Luxembourg) [الإنجليزية]‏ عن دائرة مدينة لوكسمبورغ (1850 – 1854).